# 월계수 양복점 신사들
《월계수 양복점 신사들》은 2016년 8월 27일부터 2017년 2월 26일까지 방영된 KBS 2TV 주말 드라마이다.

## 기획 의도
역사와 전통을 자랑하는 맞춤양복점 ‘월계수 양복점’을 배경으로 사연 많은 네 남자의 눈물, 우정, 성공, 사랑 등을 그린 이야기

## 등장인물

### 주요 인물
- 이동건 : 이동진 역 - 월계수양복점 미사 어패럴 부사장, 만술와 곡지의 아들,연실의 남편, 동숙의 동생,태평의 처남, 다정의 외삼촌
- 조윤희 : 나연실 역 - 월계수양복점 기술자, 동진의 아내, 만술와 곡지의 며느리, 동숙의 올케, 태평의 처남댁, 다정의 외숙모, 태양의 고향 친구
- 신구 : 이만술 역 - 월계수양복점의 주인, 곡지의 남편, 동숙와 동진의 아빠, 태평의 장인, 다정의 외할아버지, 연실의 시아버지
- 차인표 : 배삼도 역 (젊은 시절 : 차지훈) - 월계수 양복점의 마스터 테일러, 선녀의 남편,만술의 제자, 영은의 옛 연인
- 최원영 : 성태평 / 성준 역 - 동숙의 남편, 다정의 계부,만술와 곡지의 사위, 동진의 매형, 연실의 시매부,연희의 옛 연인
- 현우 : 강태양 역 -

### 이동진의 주변 인물
- 김영애 : 최곡지 역 - 만술의 부인, 동숙와 동진의 엄마, 태평의 장모,다정의 외할머니, 연실의 시어머니 (1회 ~ 50회 / 중도하차)
- 오현경 : 이동숙 역 - 곡지의 딸, 동진의 누나
- 표예진 : 김다정 역 - 동숙의 딸, 동진의 조카

### 나연실의 주변 인물
- 지승현 : 홍기표 역
- 정경순 : 경자 역 - 기표의 엄마
- 이정은 : 금촌댁 역

### 배삼도의 주변 인물
- 라미란 : 복선녀 역 - 삼도의 부인

### 미사 어패럴 사람들
- 박준금 : 고은숙 역 - 효원, 효상의 모친, 효주의 계모
- 구재이 : 민효주 역
- 이세영 : 민효원 역 - 효상의 여동생, 지연의 시누이
- 박은석 : 민효상 역 - 지연의 남편
- 차주영 : 최지연 역 - 효상의 아내. 방송국 아나운서

### 그 외 인물
- 성기윤 : 박부장 역
- 한승현 : 나기석대리 역
- 백현주 : 은숙네 가사도우미 역
- 김광인
- 김도성 : 건달 역
- 최범호 : 최철호 변호사 역
- 양대혁 : 유대리 역
- 강철성
- 이진권
- 박성균
- 홍희원
- 이진목
- 민준현
- 홍승범
- 나재균
- 손동화 : 직원 역
- 한창현
- 정강희
- 이정훈
- 김선화
- 지혜인 : 알바 역
- 정성훈 : 친구 역
- 김민석 : 강동훤 역
- 이가령 : 조안나 역

### 특별 출연
- 박진주 : 다방 종업원 역
- 조양자 : 태양 모 역
- 최성국 : 박태섭 역
- 김영희 : 고시원의 거주자 역
- 최지나 : 오영은 역 (아역 : 박시은)
- 최현우 : 타로점술사 역
- 레이 양 : 톱모델 역
- 최송현 : 이연희 역

## 제작진
- 극본 : 구현숙
- 연출 : 황인혁
- 책임프로듀서 : 배경수
- 프로듀서 : 강민경
- 제작 : 김희열
- 제작총괄 : 김동준
- BM : 최준호
- 촬영 : 문창수
- 조명 : 정길용
- 동시녹음 : 옥승훈
- 미술 : 최현서
- 편집 : 선한샘
- 음악 : 박세준
- 제작사 : 팬엔터테인먼트
- 제작프로듀서 : 신철
- 섭외 : 유형우
- 보조작가 : 김유리, 조규성
- FD : 조성환, 유경훈
- 조연출 : 김형준, 박소연

## 시청률
아래의 파란색 숫자는 '최저 시청률'이고, 빨간색 숫자는 '최고 시청률'입니다. 시청률조사회사와 지역별로 시청률에 차이가 있을 수 있습니다. 
| 2016년      | 2016년      | 2016년         | 2016년       | 2016년         | 2016년       |
| 회차        | 방송일      | TNmS 시청률    | TNmS 시청률  | AGB 시청률     | AGB 시청률   |
| 회차        | 방송일      | 대한민국(전국) | 서울(수도권) | 대한민국(전국) | 서울(수도권) |
| ----------- | ----------- | -------------- | ------------ | -------------- | ------------ |
| 제1회       | 8월 27일    | 23.7%          | 21.4%        | 22.4%          | 22.2%        |
| 제2회       | 8월 28일    | 27.1%          | 25.3%        | 28.1%          | 27.7%        |
| 제3회       | 9월 3일     | 23.8%          | 22.4%        | 22.2%          | 21.5%        |
| 제4회       | 9월 4일     | 27.6%          | 26.3%        | 27.6%          | 26.5%        |
| 제5회       | 9월 10일    | 24.6%          | 21.8%        | 23.9%          | 23.6%        |
| 제6회       | 9월 11일    | 28.1%          | 24.9%        | 30.2%          | 30.5%        |
| 제7회       | 9월 17일    | 25.5%          | 21.4%        | 25.5%          | 25.3%        |
| 제8회       | 9월 18일    | 28.7%          | 25.3%        | 29.4%          | 28.9%        |
| 제9회       | 9월 24일    | 24.5%          | 22.1%        | 24.8%          | 23.4%        |
| 제10회      | 9월 25일    | 28.2%          | 25.7%        | 28.7%          | 28.3%        |
| 제11회      | 10월 1일    | 24.6%          | 21.9%        | 23.2%          | 21.5%        |
| 제12회      | 10월 2일    | 28.6%          | 25.5%        | 29.3%          | 29.8%        |
| 제13회      | 10월 8일    | 24.9%          | 21.9%        | 22.9%          | 20.9%        |
| 제14회      | 10월 9일    | 29.1%          | 25.3%        | 29.2%          | 28.6%        |
| 제15회      | 10월 15일   | 23.1%          | 20.4%        | 23.6%          | 22.6%        |
| 제16회      | 10월 16일   | 30.7%          | 28.2%        | 31.5%          | 31.6%        |
| 제17회      | 10월 22일   | 23.6%          | 21.3%        | 23.7%          | 23.2%        |
| 제18회      | 10월 23일   | 30.0%          | 28.4%        | 31.0%          | 30.8%        |
| 제19회      | 10월 29일   | 24.4%          | 23.1%        | 24.1%          | 23.9%        |
| 제20회      | 10월 30일   | 29.5%          | 27.8%        | 29.8%          | 29.7%        |
| 제21회      | 11월 5일    | 23.8%          | 22.3%        | 24.5%          | 24.4%        |
| 제22회      | 11월 6일    | 30.4%          | 27.4%        | 31.5%          | 31.4%        |
| 제23회      | 11월 12일   | 22.2%          | 20.1%        | 23.3%          | 23.1%        |
| 제24회      | 11월 13일   | 30.9%          | 29.0%        | 31.2%          | 31.1%        |
| 제25회      | 11월 19일   | 26.8%          | 24.0%        | 27.1%          | 26.7%        |
| 제26회      | 11월 20일   | 31.4%          | 30.4%        | 31.8%          | 31.2%        |
| 제27회      | 11월 26일   | 28.0%          | 25.4%        | 26.8%          | 27.0%        |
| 제28회      | 11월 27일   | 32.5%          | 32.0%        | 32.0%          | 31.9%        |
| 제29회      | 12월 3일    | 23.9%          | 23.1%        | 24.5%          | 24.3%        |
| 제30회      | 12월 4일    | 31.5%          | 30.8%        | 32.5%          | 33.4%        |
| 제31회      | 12월 10일   | 23.8%          | 23.2%        | 24.1%          | 23.1%        |
| 제32회      | 12월 11일   | 31.7%          | 31.1%        | 32.4%          | 32.1%        |
| 제33회      | 12월 17일   | 24.4%          | 23.2%        | 25.0%          | 24.6%        |
| 제34회      | 12월 18일   | 31.9%          | 31.0%        | 33.0%          | 32.8%        |
| 제35회      | 12월 24일   | 23.7%          | 22.9%        | 22.0%          | 21.8%        |
| 제36회      | 12월 25일   | 31.4%          | 31.5%        | 32.5%          | 32.8%        |
| 제37회      | 12월 31일   | 23.8%          | 22.7%        | 25.1%          | 25.7%        |
| 2017년      |             |                |              |                |              |
| 제38회      | 1월 1일     | 32.8%          | 32.5%        | 34.9%          | 34.8%        |
| 제39회      | 1월 7일     | 26.9%          | 26.6%        | 27.4%          | 27.7%        |
| 제40회      | 1월 8일     | 34.6%          | 34.1%        | 35.1%          | 35.3%        |
| 제41회      | 1월 14일    | 29.3%          | 28.0%        | 29.0%          | 27.6%        |
| 제42회      | 1월 15일    | 33.7%          | 32.0%        | 36.2%          | 35.9%        |
| 제43회      | 1월 21일    | 25.3%          | 24.6%        | 27.6%          | 27.3%        |
| 제44회      | 1월 22일    | 33.8%          | 33.0%        | 34.8%          | 34.2%        |
| 제45회      | 1월 28일    | 25.3%          | 23.3%        | 26.4%          | 26.2%        |
| 제46회      | 1월 29일    | 30.0%          | 28.9%        | 32.1%          | 32.1%        |
| 제47회      | 2월 4일     | 29.8%          | 29.9%        | 30.8%          | 30.4%        |
| 제48회      | 2월 5일     | 33.6%          | 33.6%        | 35.4%          | 34.9%        |
| 제49회      | 2월 11일    | 29.7%          | 27.9%        | 31.3%          | 31.6%        |
| 제50회      | 2월 12일    | 34.2%          | 32.7%        | 36.0%          | 35.5%        |
| 제51회      | 2월 18일    | 29.4%          | 29.0%        | 32.0%          | 31.2%        |
| 제52회      | 2월 19일    | 32.0%          | 32.9%        | 35.7%          | 35.9%        |
| 제53회      | 2월 25일    | 29.3%          | 28.3%        | 30.9%          | 30.3%        |
| 제54회      | 2월 26일    | 32.9%          | 31.6%        | 35.8%          | 35.6%        |
| 평균 시청률 | 평균 시청률 | 28.2%          | 26.7%        | 28.9%          | 28.5%        |

## 연장
- 2017년 1월 24일 : 월계수 양복점 신사들 방영 분량이 50부작에서 4회 연장되어 54부작으로 변경 및 확정되었다.

## 수상 경력
- 2016년 KBS 연기대상 장편드라마부문 남자 우수상 이동건
- 2016년 KBS 연기대상 장편드라마부문 여자 우수상 조윤희
- 2016년 KBS 연기대상 여자 조연상, 베스트 커플상 라미란
- 2016년 KBS 연기대상 여자 신인상, 베스트 커플상 이세영
- 2016년 KBS 연기대상 베스트 커플상 차인표
- 2016년 KBS 연기대상 베스트 커플상 현우
- 2017년 제53회 백상예술대상 TV부문 여자 신인연기상 이세영
- 2017년 제53회 백상예술대상 김영애[3]
- 2017년 제44회 한국방송대상 장편드라마부문 작품상
- 2017년 KBS 연기대상 특별 공로상 김영애[4]

## 동시간대 경쟁작
- MBC 주말 드라마 《불어라 미풍아》 (2016년 8월 27일 ~ 2017년 2월 26일)
- SBS 주말 드라마 《우리 갑순이》 (2016년 8월 27일 ~ 2017년 4월 8일)